# Dracula felix
Dracula felix es una especie de orquídea epifita. Esta especie se distribuye en Colombia y Ecuador.

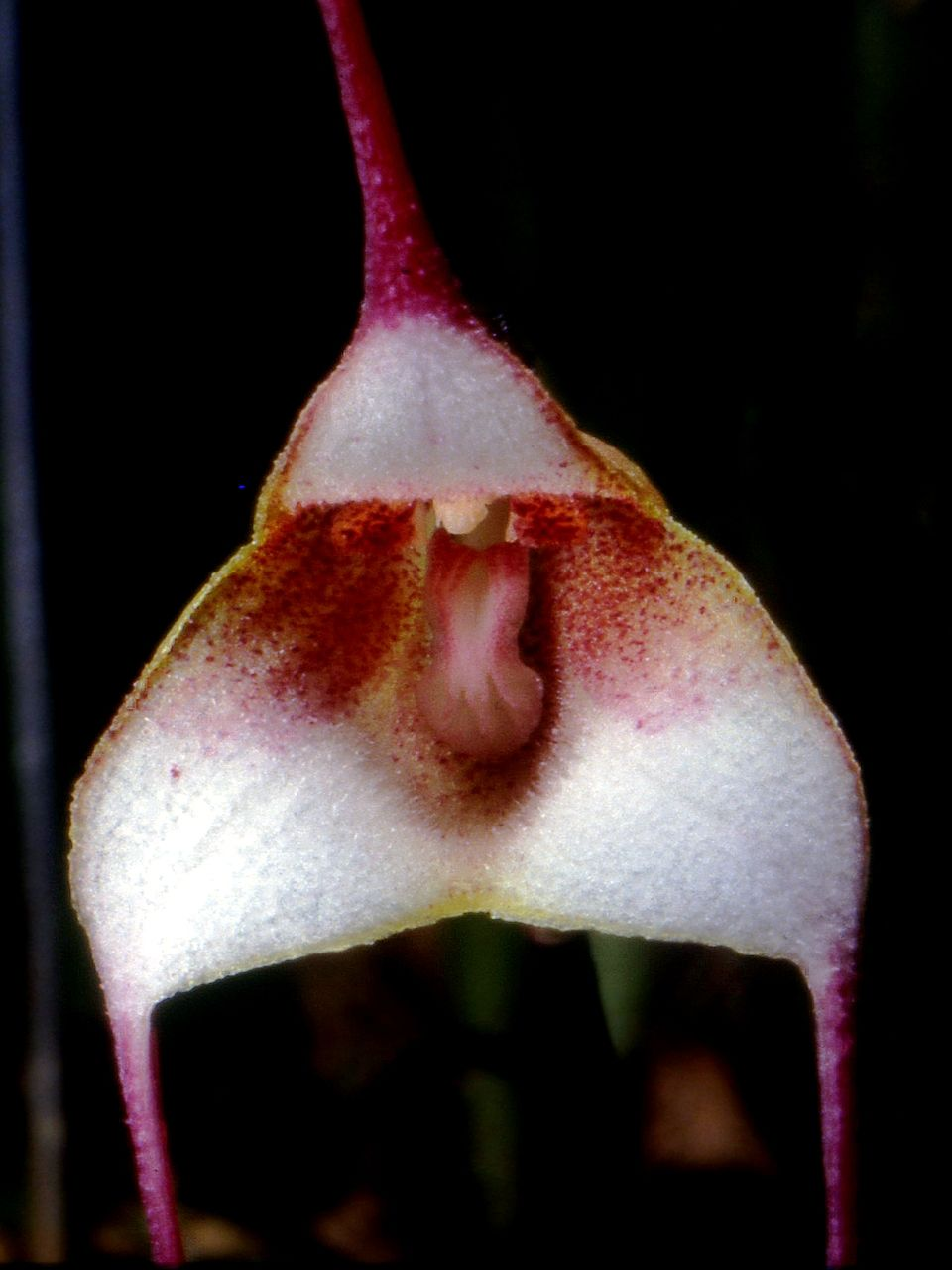
Detalle de la flor

## Descripción
Es una orquídea de tamaño pequeño, con hábito de epifita y con ramicaules erguidos, envueltos basalmente por 2-3 fundas sueltas, tubulares y llevando una sola hoja, apical, erecta, delgadamente coriácea, carinada, estrechamente elíptica, aguda, estrechándose gradualmente abajo en base subpeciolada. Florece en el otoño en una inflorescencia corta, delgada, de color púrpura, suberecta a  horizontal, que solo surge de parte baja en el ramicaule y lleva varias brácteas y con brácteas florales tubulares.

## Distribución y hábitat
Se encuentra en Nariño de Colombia y Ecuador en los bosques nubosos en las elevaciones de 1200 a 2500 metros.   

## Taxonomía
Dracula felix fue descrita por (Luer) Luer y publicado en Selbyana 2(2,3): 195. 1978.
Etimología
Dracula: nombre genérico que deriva del latín y significa: "pequeño dragón", haciendo referencia al extraño aspecto que presenta con dos largas espuelas que salen de los sépalos.
felix; epíteto latíno que significa "feliz".
Sinonimia
- Masdevallia felix Luer (basónimo)[4][5]